# Затока
Зато́ка (тур. Bugaz) — посёлок Каролино-Бугазской сельской общины в Белгород-Днестровском районе Одесской области Украины. Расположен на Каролино-Бугазской косе, между Днестровским лиманом и Чёрным морем, порт-пункт Бугаз. Железнодорожная станция (Бугаз) на линии Одесса — Измаил.

## Территориальное деление
В административно-территориальном отношении посёлок Затока относится к Каролино-Бугазской объединённой территориальной общине Белгород-Днестровского района Одесской области.
Посёлок Затока разбит на три территориальных района:
- Лиманский (улицы Вокзальная, Проектируемая, платформы Лиманская, Нагорная, станция Каролино-Бугаз, микрорайоны Новый, Черноморский).
- Солнечный (платформы Морская, Дружба, Солнечная; кооператив «Дружба»).
- Центральный (улицы Виноградная, Зарипова, Лиманская, Озёрная, Пионерская, Приморская, Черноморская, микрорайон Радужный, станция Бугаз.)

## История
Поселение Затока основано в 1827 году, вследствие установления на Цареградском гирле навигационного знака (маяка).
В 1850 году дирекцией Черноморских маяков было принято решение присвоить Днестровско-Цареградскому знаку с 21 сентября 1851 года статус маяка во главе с лоцмейстером и командой матросов из 6 человек.
В 1877 году маяк реконструировали. Вместо деревянной постройки выстроили башню высотой 16 метров с фонарными помещениями, в которой была установлена линза Френеля с газожаровой установкой.
В ходе Великой Отечественной войны в 1941—1944 годы село находилось под немецко-румынской оккупацией.
В 1945 году указом ПВС УССР село Бугаз переименовано в Затока.
В 1989 году численность населения составляла 1570 человек.
В 2022 году, в ходе вторжения России на Украину, поселок значительно пострадал в результате российских бомбардировок.

## Климат
| Показатель              | Янв. | Фев. | Март | Апр. | Май  | Июнь | Июль | Авг. | Сен. | Окт. | Нояб. | Дек. | Год  |
| ----------------------- | ---- | ---- | ---- | ---- | ---- | ---- | ---- | ---- | ---- | ---- | ----- | ---- | ---- |
| Средняя температура, °C | −0,2 | 0,5  | 4,2  | 9,9  | 16,4 | 20,6 | 24,3 | 22,8 | 18,1 | 12,5 | 5,9   | 2    | 11,4 |
| Норма осадков, мм       | 31   | 29   | 27   | 28   | 37   | 51   | 52   | 36   | 34   | 22   | 32    | 41   | 420  |

## Власть
Затокским поселковым головой на протяжении первых 20 лет после провозглашения независимости была Надежда Фёдоровна Ярцева.
16 ноября 2010 года была открыта первая сессия Затокского поселкового совета, на которой новым Затокским поселковым головой был объявлен Звягинцев Василий Иванович. На данный момент поселкового головы нет.

## Транспорт
Вдоль всего населённого пункта проходит дорога областного значения Одесса — Белгород-Днестровский (Т-16-04), по которой курсирует маршрутный транспорт 534 и 560, а также железнодорожная ветка Одесса — Белгород-Днестровский — Измаил. Через Затоку курсируют пассажирские поезда № 687 Одесса — Березино, № 146Ш Измаил — Киев, № 136 Белгород-Днестровский — Черновцы и пригородные поезда Одесса — Белгород-Днестровский (6 пар летом и 3 пары зимой). Железнодорожный транспорт играет важную роль в жизни посёлка.
С июня 2009 года (на летний период) восстановлено курсирование речного транспорта между причалами Бугаз и Белгород-Днестровский.

## Достопримечательности
- Аквапарк Затока[4]
- Подъёмный мост

## Галерея
- Пляж
- Центральная аллея
- Коса